# 朗斯卡弗倫冰川
朗斯卡弗倫冰川（英語：Langskavlen Glacier）是南極洲的冰川，位於毛德皇后地的阿斯特里德公主海岸，流經帕耶山脈，由挪威製圖師根據該國探險隊的測量和拍攝的空中照片繪入地圖，現時由南極條約體系管理。